# Wacław Wójcik
Wacław Wójcik (ur. 19 listopada 1919 w Rożyszczu na Wołyniu, zm. 28 grudnia 1997) – polski kolarz szosowy startujący w wyścigach w latach 40. i 50. ubiegłego stulecia, dwukrotny zwycięzca Tour de Pologne (1948, 1952) oraz zdobywca drugiego miejsca (w 1953). Trzeci kolarz Wyścigu Pokoju (1948).
Mistrz Polski w wyścigu indywidualnym z 1950, wicemistrz z 1945 i 1947. Czterokrotny mistrz Polski w wyścigu drużynowym (1951, 1953, 1954 i 1955). Był także mistrzem Polski na torze na 4000 m na dochodzenie w 1950.

## Najważniejsze zwycięstwa
- 1948 – Tour de Pologne
- 1950 – mistrzostwo Polski
- 1951 – etap w Wyścigu Pokoju
- 1952 – Tour de Pologne